# Неман (стеклозавод)
ОАО «Стеклозавод „Неман“» (бел. ААТ «Шклозавод „Нёман“») — белорусское предприятие по производству изделий из стекла и хрусталя, а также стекловаты, расположенное в городе Берёзовка Лидского района Гродненской области.

## История

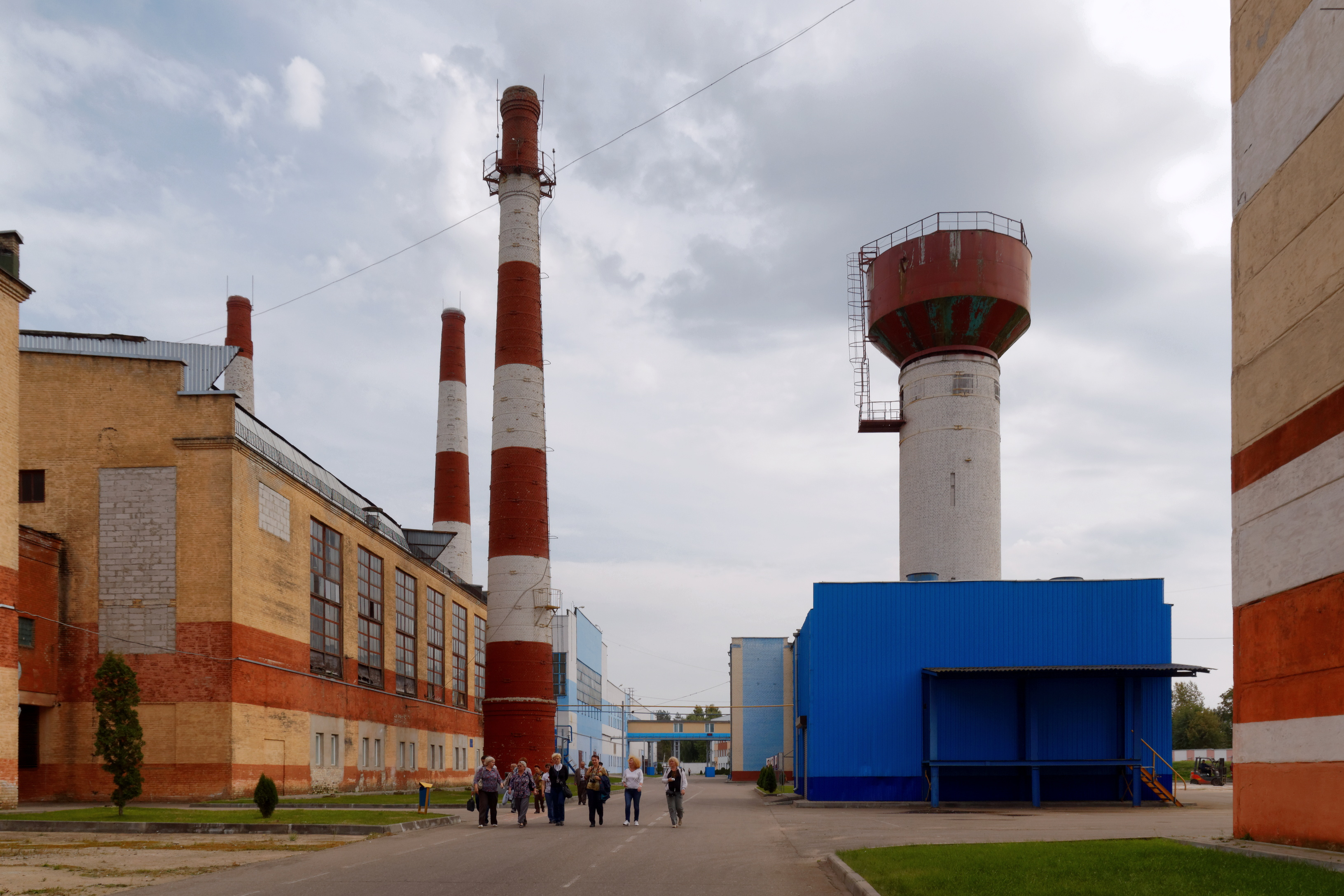
Производственные корпуса завода

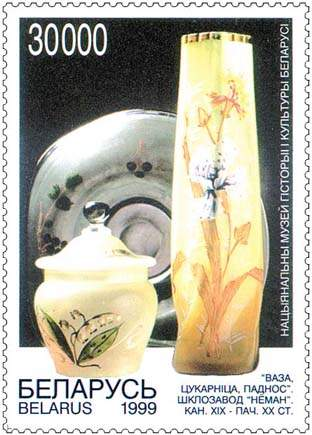
Белорусская почтовая марка с изображением произведённых на заводе вазы, сахарницы и подноса конца XIX — начала XX века

### Период Российской империи
В 1883 году помещик Зенон Ленский основал в своём имении небольшой стекольный завод. В 1891 году Ленский передал завод в аренду компании чешского мастера Юлиуса Столле и инженера Вильгельма Краевского, ранее работавших на Дятьковском хрустальном заводе. Вскоре поблизости построили два новых стеклозавода: один принадлежал Столле и Краевскому, другой — группе предпринимателей во главе с Андреем Квецинским. В 1898—1900 годах Столле и Краевский купили стеклозаводы Ленского и Квецинского; стеклозавод Ленского закрылся в рамках оптимизации. В начале XX века производство стеклянных и хрустальных изделий в Берёзовке интенсивно развивалось, к началу Первой мировой войны на двух предприятиях в Берёзовке работало 1050 человек, они производили продукции на 720 тыс. рублей. Вместе с другими предприятиями компания производила 1,2 млн единиц декоративной посуды, 400 тыс. ламп и другую продукцию. После гибели Краевского его семья получила в управление дочернее предприятие компании — хрустальный завод в Борисове, а Юлиус Столле руководил предприятием в Берёзовке. В 1915 году отступающие войска Российской империи подожгли производственные корпуса в Берёзовке, большая часть оборудования была вывезена.

### Межвоенный период (1921 — 1939)
После Рижского мирного договора 1921 года семьи Юлиуса Столле и вдова Краевского возвратились на завод, была организована компания «Стеклозаводы Юлиуса Столле — Акционерное общество Неман» (пол. Huty Szklane Juliusza Stolle Niemen S. A.), производившее декоративную посуду, стеклотару, изоляторы. В межвоенный период стеклозавод в Берёзовке был крупным предприятием, производил 1828 наименований стеклянной и хрустальной продукции, экспортировал свою продукцию во многие страны мира. 

Изделия межвоенного периода в стиле ар-деко
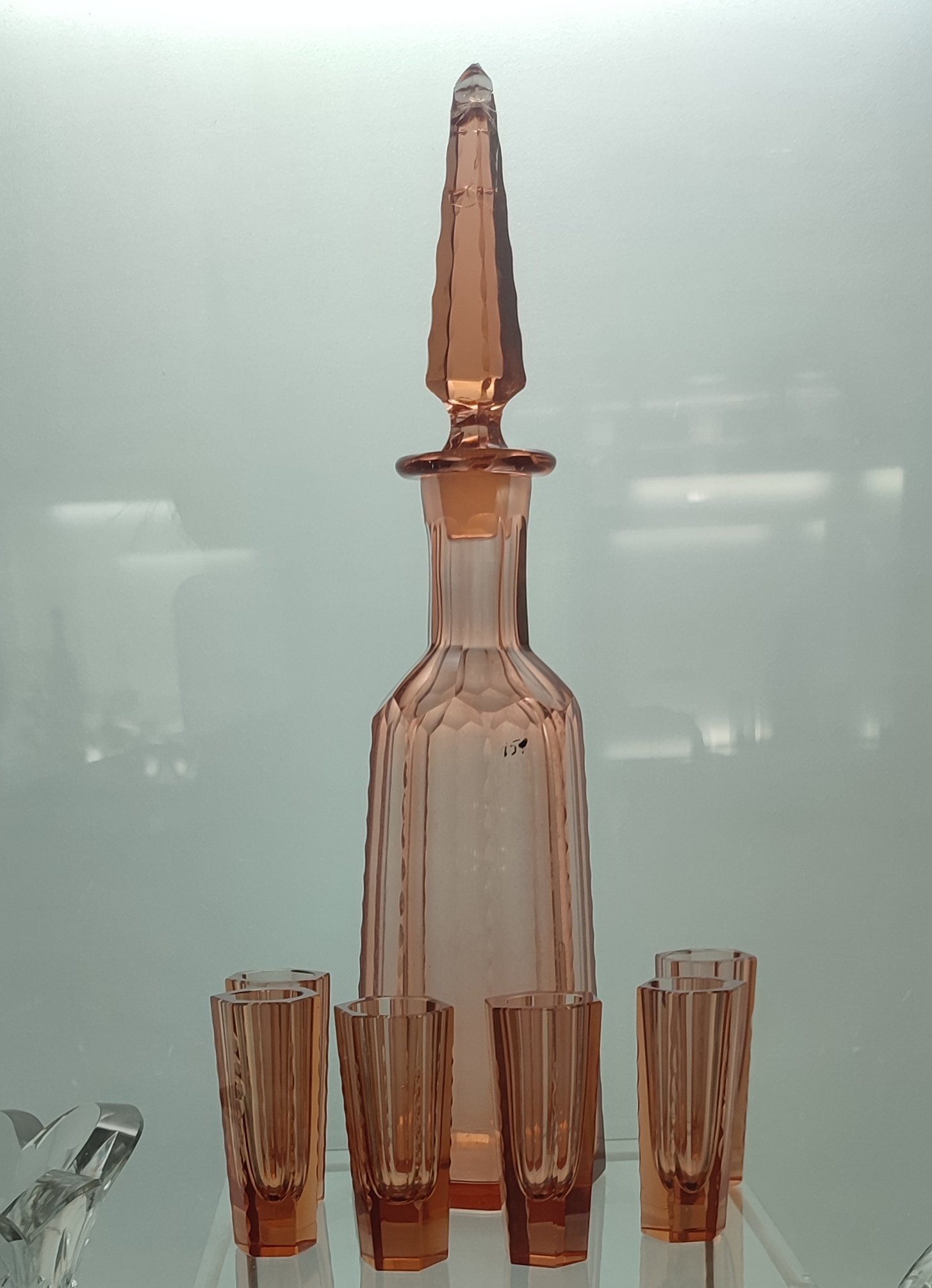
Набор для ликёра, Музей стекла гуты «Неман» в Берёзовке
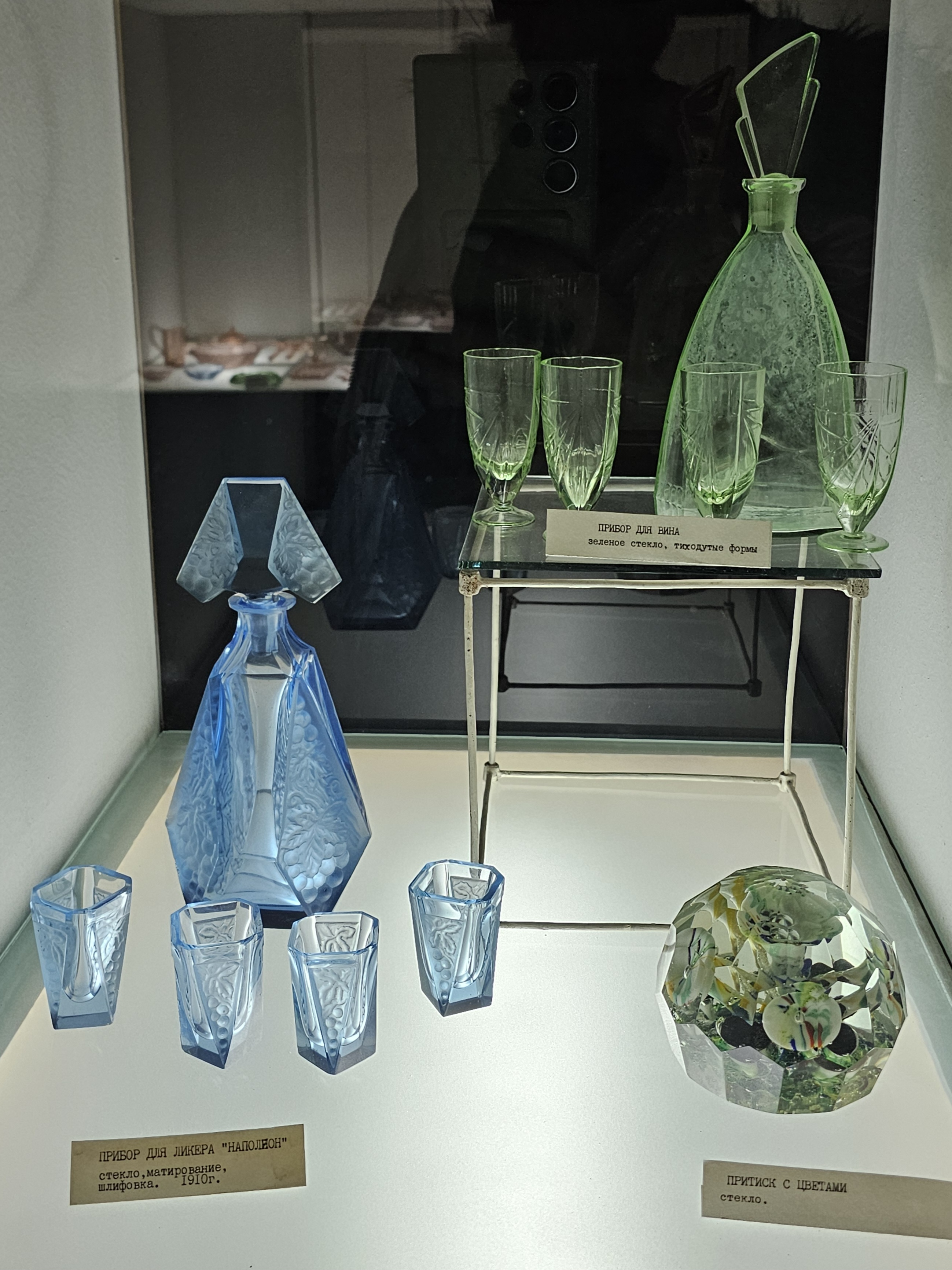
Наборы для ликёра, Музей стекла гуты «Неман» в Берёзовке
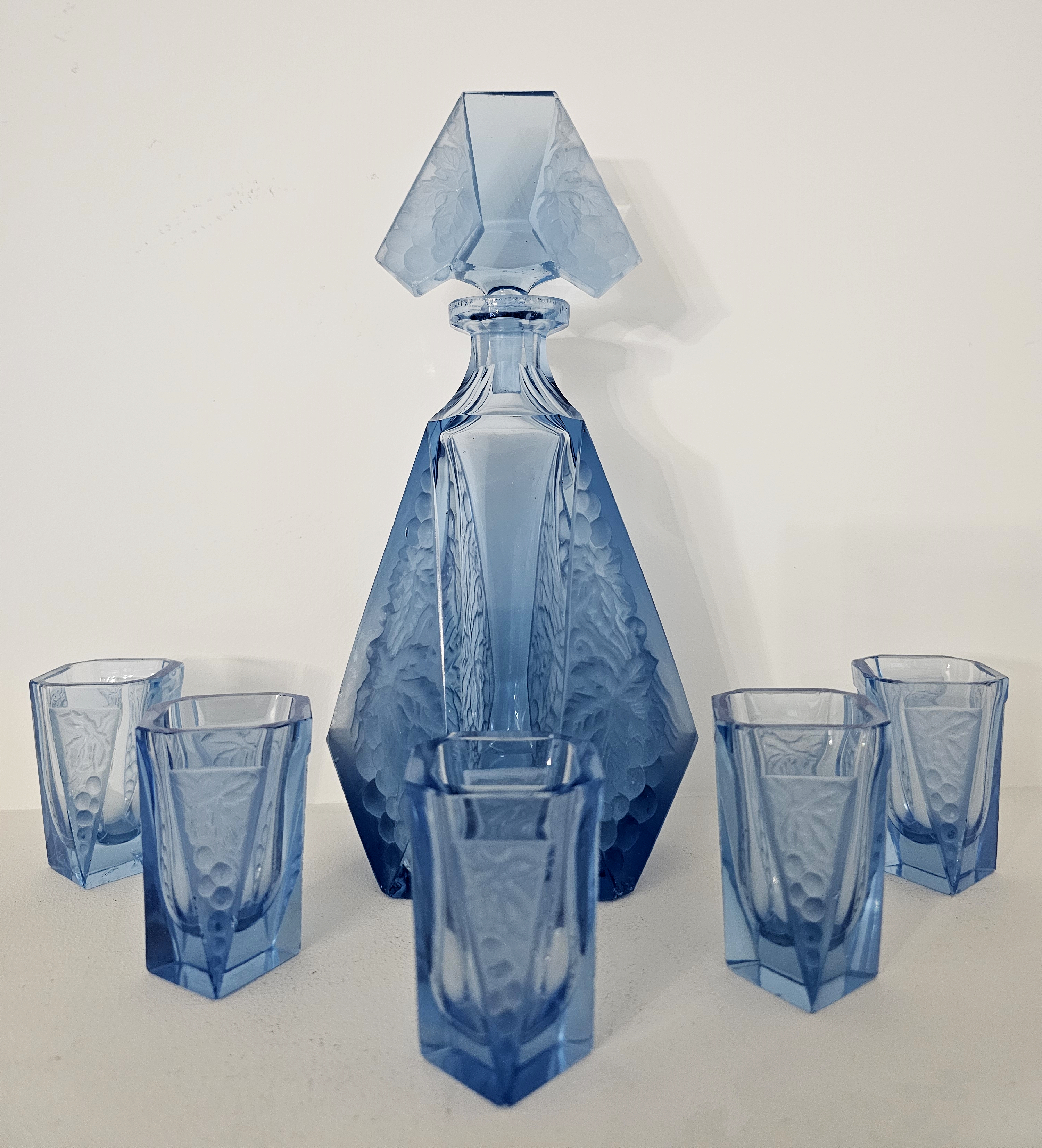
Набор для ликёра, частная коллекция
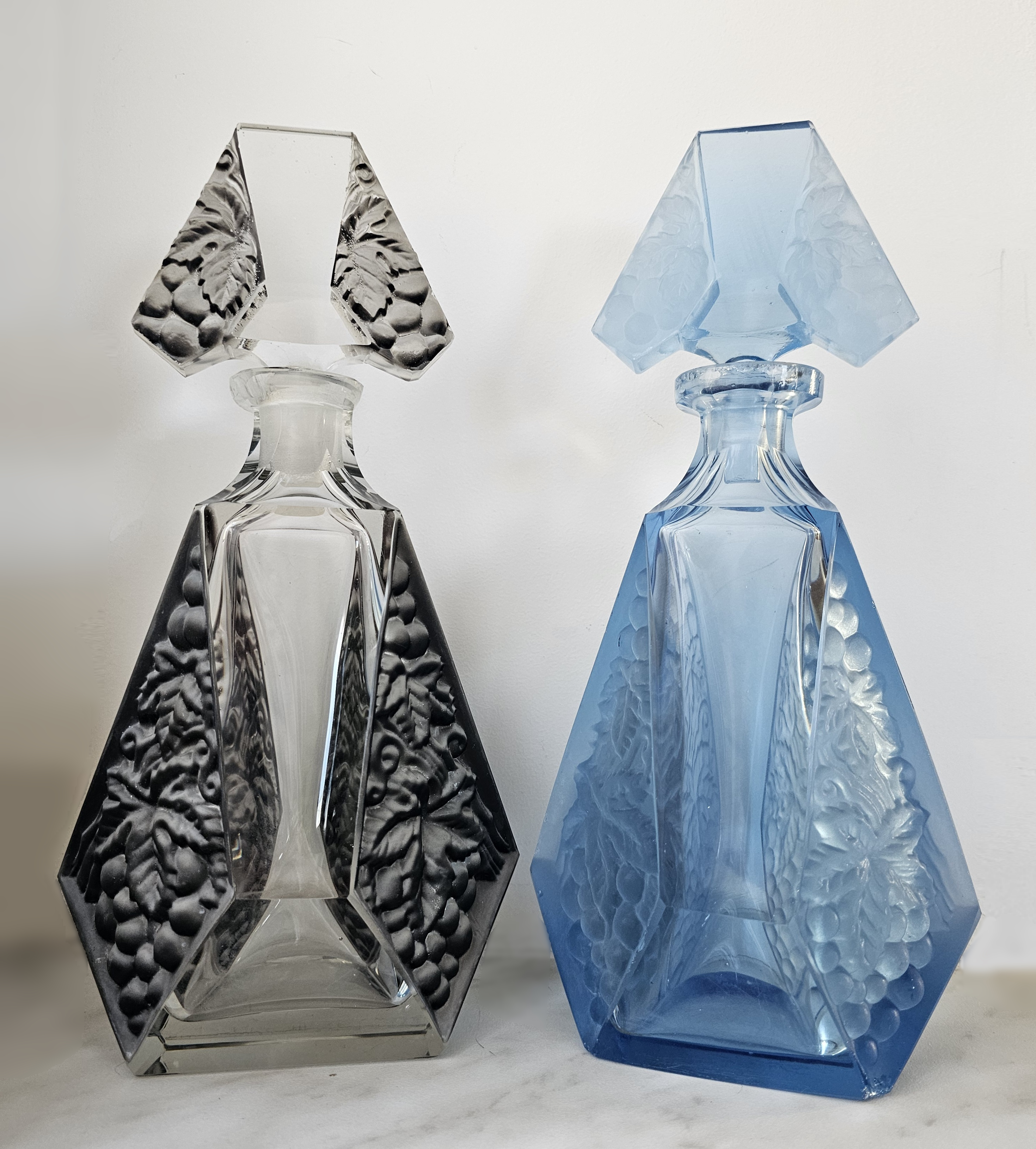
Графины для ликёра, фасон «Наполеон», частная коллекция
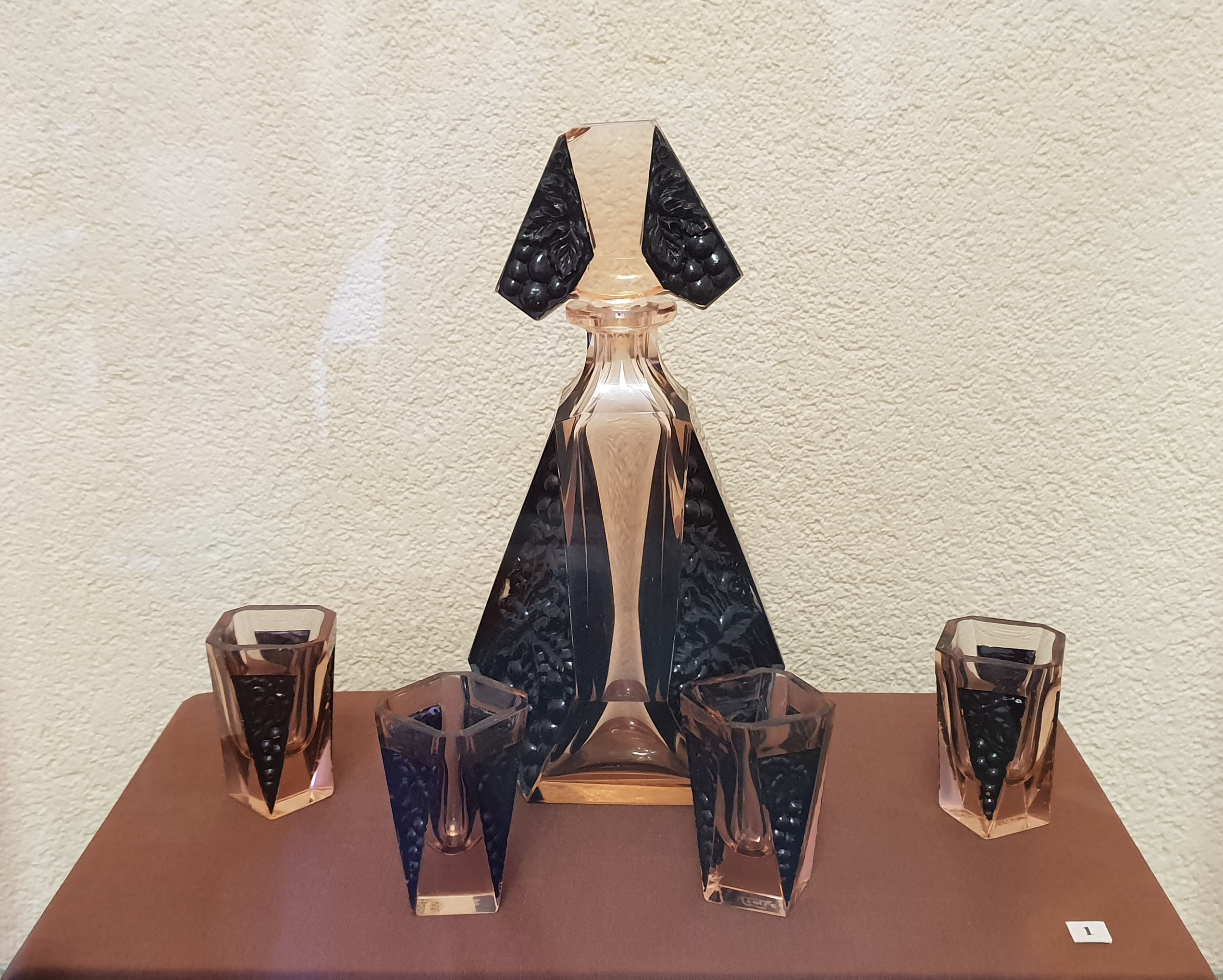
Набор для ликёра с паттерном «Виноград», Гродненский государственный историко-археологический музей

Стеклозавод, в частности, наладил массовый экспорт бутылок в США после отмены сухого закона. В 1935 году мастер завода Мечеслав Мятковский изготовил погребальную урну, в которой захоронили сердце руководителя Польши Юзефа Пилсудского. Осенью 1939 года Берёзовка вошла в состав СССР, предприятие было национализировано, а часть семьи Столле репрессирована.

### Период СССР
В годы Великой Отечественной войны завод был частично разрушен, в 1944 году началось производство оконного и лампового стекла, в 1945 году — стеклянной посуды. 

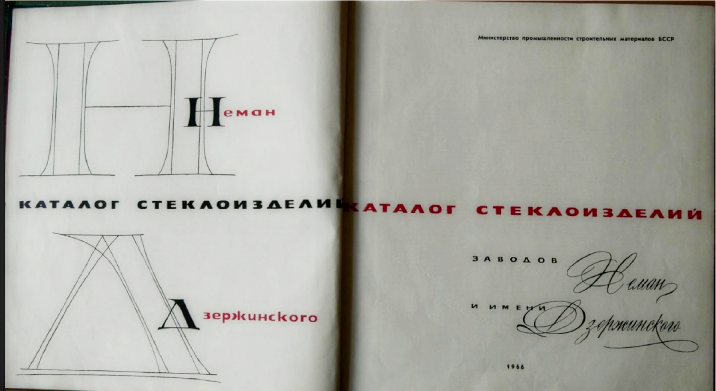
Титульный лист Каталога стеклоизделий заводов «Неман» и Борисовского имени Дзержинского, 1966 год.

В 1957—1986 годах завод был реконструирован. В 1983 году, к 100-летию предприятия, оно было награждено орденом Трудового Красного Знамени. В 1985 году на предприятии работало 5136 человек. Завод подчинялся Белорусскому тресту стекольной промышленности, который поочерёдно входил в систему Министерства лёгкой промышленности Белорусской ССР, Совета народного хозяйства Белорусской ССР, Министерства промышленности стройматериалов Белорусской ССР. В 1991—1994 году завод подчинялся Министерству промышленности стройматериалов Республики Беларусь, с 1994 года — в подчинении Министерства архитектуры и строительства Республики Беларусь. Впоследствии преобразован в открытое акционерное общество. В 1998 году на заводе работало 4749 человек. В 2000 году на заводе действовало 7 ванных стекловарных печей и 3 печи для варки цветного стекла, производилось 1058 наименований изделий. В 2015 году организовано производство стекловаты и теплоизоляционных материалов из неё.

## Современное состояние
Завод является градообразующим предприятием города. В 2018 году на заводе работало 1433 человека, в 2019 году — 1375 человек. В 2019 году выручка компании составила 41,8 млн руб. (19,4 млн долларов); 45,97 % выручки было получено от реализации стекловаты, 42,23 % — от реализации хозяйственно-бытовых изделий из стекла. В 2019 году компания закончила год с чистым убытком в 3,18 млн руб. (ок. 1,5 млн долларов).
В феврале 2021 года 99,99 % акций стеклозавода были переданы государственной монополии — холдингу «Белорусская стекольная компания».
При заводе функционирует музей истории неманского стекла и фирменный магазин по продаже изделий из стекла и хрусталя.

## Художественные особенности
Художественные изделия, выполненные на заводе, известны под общим названием «неманское стекло» (бел. нёманскае шкло). В конце XIX — начале XX века массовые изделия производились первоначально в стиле модерн, затем — под влиянием дизайна чешского стекла и школы Баухаус. В 1940-е — начале 1950-х годов завод производил изделия из цветного накладного стекла с геометрическим и растительным орнаментом. С 1956 года на заводе начали работать профессиональные художники. В 1959 году из Ленинграда приехали работать на завод выпускники Художественного училища имени Мухиной Владимир Мурахвер и Людмила Мягкова. В 1969 году мастер Анатолий Федорков внедрил метод декорирования сульфидно-цинкового стекла, которым он овладел до этого на стеклозаводе «Красный Май». Этот способ декорирования стекла получил название «неманская нить». Работы Анатолия Федоркова, выполненные в техниках «неманская нить» и «муранская нить», получили в 1973 году Гран-при на международной выставке стекла и фарфора в городе Яблонец-над-Нисоу (Чехословакия), который является крупным центром стеклоделия Восточной Европы.

### Художники завода
- Михал Титков
- Нина Ростовцева
- Владимир Мурахвер
- Галина Исаевич
- Людмила Мягкова
- Анатолий Федорков
- Аркадий Анищик
- Пётр Артёмов
- Татьяна Артёмова
- Валентина Дзивинская
- Сильвия Раудвеэ
- Керсти Вакс
- Владимир Жохов
- Ольга Сазыкина[12].